# Schreiteria colombiana
Schreiteria colombiana är en skalbaggsart som beskrevs av Monné M. A. och Monné M. L. 2007. Schreiteria colombiana ingår i släktet Schreiteria och familjen långhorningar. Inga underarter finns listade i Catalogue of Life.